# Спиналонга (остров)

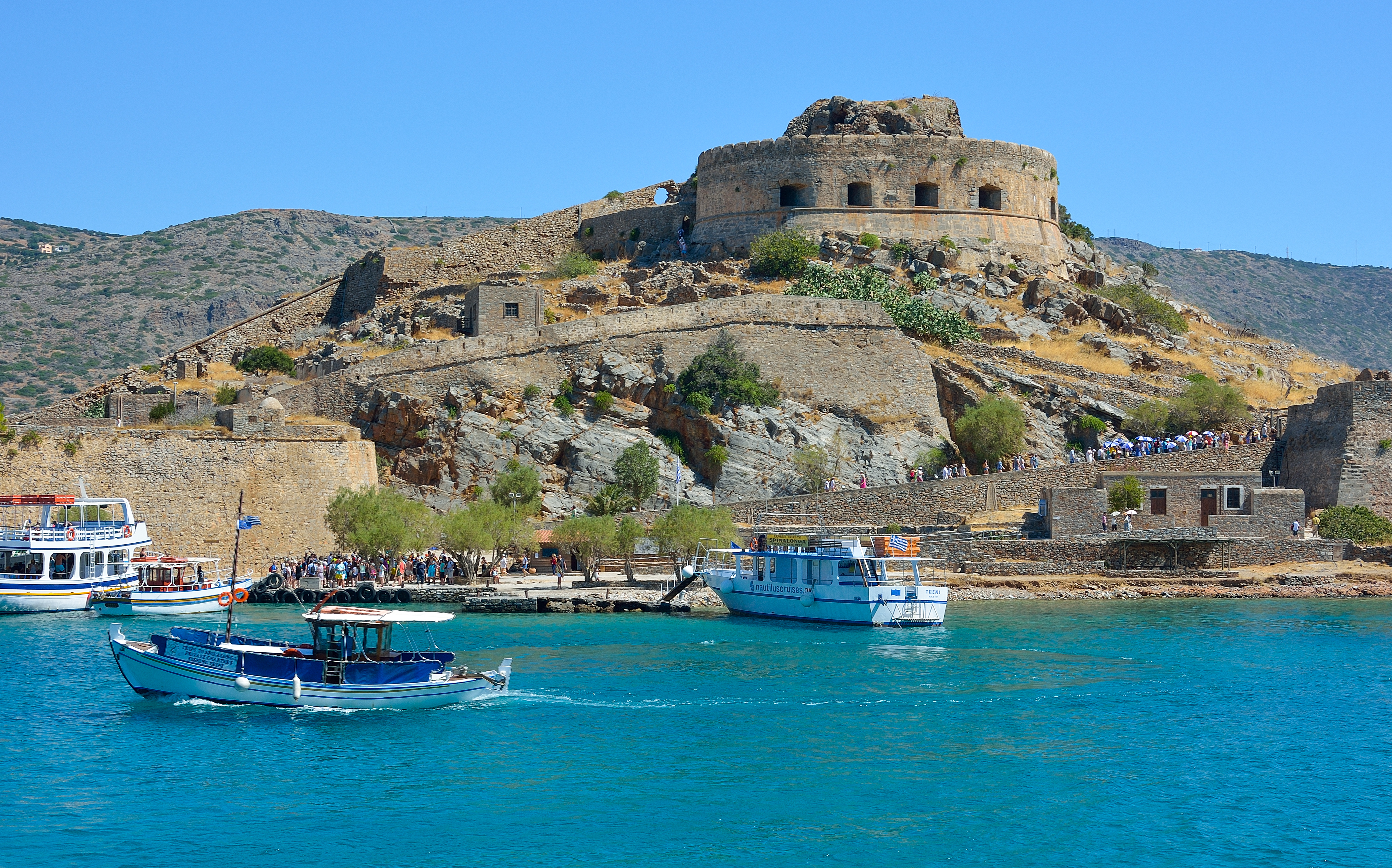
Спиналонга

Спинало́нга (греч. Σπιναλόγκα), старое название Калидо́н (Καλυδών) — греческий остров, расположенный напротив деревень Плака (Πλάκα) и Элунда в восточной части Крита, около полуострова Спиналонга. В XVI веке венецианцы превратили остров в неприступную крепость, контролировавшую вход в залив Элунда. Остров необитаемый. Входит в общинное сообщество Элунда в общине (диме) Айос-Николаос в периферийной единице Ласитион в периферии Крит

## История
Спиналонга является остатком суши, на которой находился город Олус и которая ушла под воду после землетрясения.
Спиналонга не всегда был островом. По сведениям венецианского картографа Винченцо Коронелли, в 1526 году венецианцы решили отделить часть полуострова Спиналонга и создать остров для усиления защиты порта Элунда от постоянных пиратских набегов.
В 1579 году венецианцами по приказу губернатора Джакопо Фоскарини на острове была построена крепость на развалинах древнего акрополя для защиты залива Спиналонга и бухты Мирабелло. Фортификационные сооружения были созданы на вершине холма и это сделало крепость на острове Спиналонга неприступной.
После того, как в 1669 году весь Крит был захвачен Османской империей, венецианцы сохраняли контроль над островом ещё 46 лет до его сдачи в 1715 году. Турки построили рядом с крепостью деревню, чтобы жители Крита не имели возможности там селиться.
После провозглашения Грецией независимости остров долго находился под контролем турок. Греки, решив прогнать турок с острова, собрали прокажённых со всей Греции и отправили их к острову. Турки, испугавшись заразы, сбежали с острова.
Лепрозорий просуществовал на острове с 1903 по 1955 год (согласно книге Виктории Хислоп «Остров. Тайна Софии», колония для больных лепрой просуществовала не до 1955, а до 25 августа 1957 года). Продукты питания доставлялись прокажённым на лодках. Если прокажённая женщина рожала здорового ребёнка, то его от неё отнимали и помещали в сиротский приют на Крите.
На этом острове впервые на Крите появилось электричество.
Об этом острове идёт речь в короткометражном фильме «Последние слова» Вернера Херцога и в греческом сериале «Остров» Тео Пападоулакиса.
Остров Спиналонга является основным местом действия хоррор-рассказа Рэмси Кэмпбелла «Схоже на всех языках…».

## Достопримечательности
В настоящее время объектом посещения туристов являются развалины крепости. Ежедневно на остров ходят корабли  из Плаки, Элунды и Айос-Николаоса.